# Eber da Rosa Vázquez
Eber da Rosa Vázquez, (Tacuarembó, 2 de julio de 1956) es un abogado y político uruguayo perteneciente al Partido Nacional. Se desempeñó como Embajador de Uruguay en Venezuela entre 2023 y 2024. Fue Intendente de Tacuarembó, durante tres periodos 1995-2000, 2000-2005 y 2015-2020. Entre 2005 y 2015 fue Senador de la República.

## Biografía
Casado con María Rosario de León Manzor. Graduado como abogado en la Facultad de Derecho, Universidad de la República en 1983, desde entonces ejerció su profesión, además de la docencia de Historia y Sociología.
Electo edil en su departamento natal para el periodo 1985-1989; en 1986 preside la Junta Departamental. Electo Representante Nacional en 1989, ocupa la banca en 1990-1995. Dos veces Intendente del departamento de Tacuarembó, en los periodos 1995-2000 y 2000-2004. Durante su primer periodo como intendente se acerca a Jorge Larrañaga, integrando el "Grupo de los Intendentes" que con el tiempo daría génesis a Alianza Nacional, siendo el hombre de mayor confianza de Larrañaga. En la campaña de 2004 resulta elegido senador para el periodo 2005-2010.
Vivió hasta la adolescencia en Tacuarembó, en la zona de Punta de Cinco Sauces, Caraguatá. Sus padres tenían en dicha localidad un establecimiento rural ganadero. Comenzó sus estudios primarios en la Escuela N.º 8 José Pedro Varela de la ciudad de Tacuarembó y los estudios de enseñanza Secundaria en el Colegio San Javier de los padres Jesuitas, haciendo preparatorio de abogacía en el liceo N.º 1 Ildefonso Pablo Estévez de la ciudad de Tacuarembó. 
En 1984 se dedica a ejercer su profesión en Tacuarembó siendo además profesor de Historia Universal y Sociología en el Colegio San Javier del cual fuera estudiante. También se desempeña como profesor del Instituto de Gestión Agropecuaria y del Instituto de Formación Docente de Tacuarembó. 
En 1985 es electo Edil Departamental por el período 1985-1989 pasando a ocupar la Presidencia de la Junta Departamental en 1986. También ocupa entre los años 1986-1987 la Presidencia de la Asociación de Fútbol de Tacuarembó. 
En 1989 es elegido Diputado por Tacuarembó al presentarse a las elecciones de ese año por el Partido Nacional. En el periodo 1990 - 1995 integrará las Comisiones de Educación y Cultura, Hacienda y presupuesto y en 1993 la Vicepresidencia de la Cámara de Diputados. 
En febrero de 1995 asume como Intendente Departamental de Tacuarembó, también como candidato del Partido Nacional, durante el período 1995-2000. 
En 2000 es reelecto Intendente de Tacuarembó por el Partido Nacional y asume como Intendente por el período de 2000 al 2005. 
En octubre de 2005 es electo Diputado por Tacuarembó y también Senador de la República por el Partido Nacional. Optando por el cargo de Senador. 
En los comicios de octubre de 2009 se postula como segundo titular al Senado por la lista Alianza Nacional del Partido Nacional, siendo nuevamente proclamado Senador de la República por el período 2010-2015.
En las elecciones departamentales de 2015 fue una vez más electo intendente de Tacuarembó.
Para las internas de 2019, apoyó la precandidatura de Enrique Antía.

### Embajador
Después de 8 años en los que solo hubo encargado de negocios, Uruguay volvió a tener embajador ante Venezuela, tras aprobarse la venia para Da Rosa. A inicios de 2024, en el marco de las protestas por la inhabilitación de la opositora María Corina Machado para participar en las elecciones presidenciales de ese año, el gobierno uruguayo llamó en consulta al embajador Da Rosa. Al retornar a Montevideo, renunció de manera indeclinable al cargo.